# Équipe de Suède de football à la Coupe du monde 2006
L'équipe de Suède de football s'est qualifiée pour la coupe du monde 2006 de football en Allemagne. Au premier tour, elle a affronté Trinité-et-Tobago le 10 juin, le Paraguay le 15 juin et l'Angleterre le 20 juin. Elle s'incline en huitièmes de finale face au pays hôte, l'Allemagne, à Munich, sur le score de 2 à 0.

## Qualifications
| Groupe 8   | Groupe 8   | Groupe 8   | Groupe 8   | Groupe 8   | Groupe 8   | Groupe 8   | Groupe 8   | Groupe 8   | Groupe 8   | Groupe 8  | Groupe 8  | Groupe 8  | Groupe 8  | Groupe 8  | Groupe 8  | Groupe 8  |
| Classement | Classement | Classement | Classement | Classement | Classement | Classement | Classement | Classement | Classement | Résultats | Résultats | Résultats | Résultats | Résultats | Résultats | Résultats |
| ---------- | ---------- | ---------- | ---------- | ---------- | ---------- | ---------- | ---------- | ---------- | ---------- | --------- | --------- | --------- | --------- | --------- | --------- | --------- |
|            | Nation     | Pts        | J          | G          | N          | P          | BP         | BC         | Diff       | Nation    | CRO       | SUE       | BUL       | HON       | ISL       | MAL       |
| 1          | Croatie    | 24         | 10         | 7          | 3          | 0          | 21         | 5          | +16        | Croatie   |           | 1-0       | 2-2       | 3-0       | 4-0       | 3-0       |
| 2          | Suède      | 24         | 10         | 8          | 0          | 2          | 30         | 4          | +26        | Suède     | 0-1       |           | 3-0       | 3-0       | 3-1       | 6-0       |
| 3          | Bulgarie   | 15         | 10         | 4          | 3          | 3          | 17         | 17         | 0          | Bulgarie  | 1-3       | 0-3       |           | 2-0       | 3-2       | 4-1       |
| 4          | Hongrie    | 14         | 10         | 4          | 2          | 4          | 13         | 14         | -1         | Hongrie   | 0-0       | 0-1       | 1-1       |           | 3-2       | 4-0       |
| 5          | Islande    | 4          | 10         | 1          | 1          | 8          | 14         | 27         | -13        | Islande   | 1-3       | 1-4       | 1-3       | 2-3       |           | 4-1       |
| 6          | Malte      | 3          | 10         | 0          | 3          | 7          | 4          | 32         | -28        | Malte     | 1-1       | 0-7       | 1-1       | 0-2       | 0-0       |           |

## Maillot
Le maillot de l'équipe de Suède est fourni par l'équipementier Umbro.
| Couleurs | Jaune et bleu |
| Marque   | Umbro         |
| Domicile | Extérieur     |

## Effectif
Le 9 mai 2006, le sélectionneur suédois, Lars Lagerbäck, a annoncé une liste composée de vingt-trois joueurs pour le mondial.
| Numéro / Nom | Numéro / Nom          | Club             | Date de naissance | J.              | Buts            |                 |                 |                 |
| Gardiens de but | Gardiens de but       | Gardiens de but  | Gardiens de but   | Gardiens de but | Gardiens de but | Gardiens de but | Gardiens de but | Gardiens de but |
| --- | --------------------- | ---------------- | ----------------- | --------------- | --------------- | --------------- | --------------- | --------------- |
| 1 | Andreas Isaksson      | Manchester City  | 03.10.1981        | 3               | 0               | 0               | 0               | 0               |
| 12 | John Alvbåge          | Viborg FF        | 10.08.1982        | 0               | 0               | 0               | 0               | 0               |
| 23 | Rami Shaaban          | Fredrikstad FK   | 30.06.1975        | 1               | 0               | 0               | 0               | 0               |
| Défenseurs |                       |                  |                   |                 |                 |                 |                 |                 |
| 2 | Mikael Nilsson        | Panathinaïkos    | 24.06.1978        | 0               | 0               | 0               | 0               | 0               |
| 3 | Olof Mellberg         | Aston Villa      | 03.09.1977        | 4               | 0               | 0               | 0               | 0               |
| 4 | Teddy Lučić           | BK Häcken        | 15.04.1973        | 4               | 0               | 2               | 1               | 0               |
| 5 | Erik Edman            | Stade rennais    | 11.11.1978        | 4               | 0               | 0               | 0               | 0               |
| 13 | Petter Hansson        | SC Heerenveen    | 14.12.1976        | 1               | 0               | 0               | 0               | 0               |
| 14 | Fredrik Stenman       | Bayer Leverkusen | 02.06.1983        | 0               | 0               | 0               | 0               | 0               |
| 15 | Karl Svensson         | IFK Göteborg     | 21.03.1984        | 0               | 0               | 0               | 0               | 0               |
| Milieux de terrain |                       |                  |                   |                 |                 |                 |                 |                 |
| 6 | Tobias Linderoth      | FC Copenhague    | 21.04.1979        | 4               | 0               | 1               | 0               | 0               |
| 7 | Niclas Alexandersson  | IFK Göteborg     | 29.12.1971        | 4               | 0               | 1               | 0               | 0               |
| 8 | Anders Svensson       | IF Elfsborg      | 17.11.1976        | 1               | 0               | 0               | 0               | 0               |
| 9 | Fredrik Ljungberg     | Arsenal          | 16.04.1977        | 4               | 1               | 1               | 0               | 0               |
| 16 | Kim Källström         | Stade rennais    | 24.08.1982        | 4               | 0               | 0               | 0               | 0               |
| 19 | Daniel Andersson      | Malmö FF         | 28.08.1977        | 0               | 0               | 0               | 0               | 0               |
| 21 | Christian Wilhelmsson | RSC Anderlecht   | 08.12.1979        | 4               | 0               | 0               | 0               | 0               |
| Attaquants |                       |                  |                   |                 |                 |                 |                 |                 |
| 10 | Zlatan Ibrahimović    | Juventus         | 03.10.1981        | 3               | 0               | 0               | 0               | 0               |
| 11 | Henrik Larsson        | FC Barcelone     | 20.09.1971        | 4               | 1               | 1               | 0               | 0               |
| 17 | Johan Elmander        | Brøndby IF       | 27.05.1981        | 2               | 0               | 0               | 0               | 0               |
| 18 | Mattias Jonson        | Djurgårdens IF   | 16.01.1974        | 4               | 0               | 1               | 0               | 0               |
| 20 | Marcus Allbäck        | FC Copenhague    | 05.07.1973        | 4               | 1               | 2               | 0               | 0               |
| 22 | Markus Rosenberg      | Ajax Amsterdam   | 27.09.1982        | 0               | 0               | 0               | 0               | 0               |
| Sélectionneur |                       |                  |                   |                 |                 |                 |                 |                 |
| | Lars Lagerbäck        |                  | 16.07.1948        |                 |                 |                 |                 |                 |
| Réserve Joueurs qui n'ont pas participé au stage d'entraînement mais qui pouvaient faire office de remplaçants jusqu'au 9 juin |                       |                  |                   |                 |                 |                 |                 |                 |
| G | Bengt Andersson       | IFK Göteborg     | 11.08.1966        |                 |                 |                 |                 |                 |
| D | Christoffer Andersson | Lillestrøm SK    | 22.10.1978        |                 |                 |                 |                 |                 |
| D | Mikael Dorsin         | Rosenborg BK     | 06.10.1981        |                 |                 |                 |                 |                 |
| D | Daniel Majstorović    | FC Bâle          | 05.04.1977        |                 |                 |                 |                 |                 |
| D | Max von Schlebrügge   | Hammarby IF      | 01.02.1977        |                 |                 |                 |                 |                 |
| D | Alexander Östlund     | Southampton      | 02.11.1978        |                 |                 |                 |                 |                 |
| M | Kennedy Bakircioglü   | FC Twente        | 02.11.1982        |                 |                 |                 |                 |                 |
| M | Tobias Hysén          | Djurgårdens IF   | 09.03.1982        |                 |                 |                 |                 |                 |
| A | Fredrik Berglund      | Esbjerg fB       | 21.03.1979        |                 |                 |                 |                 |                 |

## Compétition

### Buteurs
| Classement | Nom               | But(s) |
| 1          | Fredrik Ljungberg | 1      |
| -          | Marcus Allbäck    | 1      |
| -          | Henrik Larsson    | 1      |